# Преподобная Стойна
Стойна Димитрова (известная как Преподобная Стойна, Монахиня Стойна) — болгарская ясновидящая и целительница.

## Биография
Родилась 9 сентября 1883 года в селе Хазнатар (Хрисохорафа), Серре, тогда в Османской империи, сегодня в Греции. В возрасте семи лет заболела оспой, в результате чего ослепла. После этого у неё появились способности ясновидения и исцеления. До 16 лет она провела в полном уединении в отдельной комнате. И в этом возрасте к ней во сне явился Святой Георгий, который сказал ей, чтобы вырыла во дворе яму, в которой она найдет его икону и свечи. С помощью соседей, потому что семья Стойны была бедной, во дворе на том месте была построена небольшая часовня, где Стойна прожила до 1913 года. Она получила своё прозвище от своих соседей, из-за своего аскетического образа жизни. Преподобная Стойна предсказала, что  она будет как мертвая,  но ее нельзя хоронить, и через неделю ожила. После этого  местные жители стали приходить к ней за помощью и исцелением.
После Второй Балканской войны вся её семья переехала в Болгарию. На пути в Петрич, проходящем через село Златолист, Преподобная Стойна решает остаться жить в церкви Св. Георгия в деревне. Там она провела всю свою жизнь в посте и молитве и умерла 22 декабря 1933 года. Много людей приходили к Преподобной Стойне за помощью, советом, утешением и признанием, таким образом, выражая своё почтение к ясновидящей, которая впоследствии стала святой. Она не была канонизирована Болгарской православной церковью.
Преподобная Стойна похоронена в церкви Св. Георгия в селе Златолист, в которой построен небольшой мемориал. Некоторые считают, что она была предшественницей более известной ясновидящей Ванги. После смерти сестры и дочери, и ещё нескольких близких к ней женщин, описание её жизни было опубликовано в «Болгарском фольклоре» в 1986 году.